# Dictionnaire étymologique de l’ancien français
Der Dictionnaire étymologique de l'ancien français (DEAF) ist ein etymologisches Wörterbuch des Altfranzösischen, welches seit 1974 in gedruckter Form und seit 2010 als Online-Ausgabe (DEAF électronique / DEAFél) erschien. Es wurde von der Heidelberger Akademie der Wissenschaften herausgegeben. Aufgrund des vorgezogenen Lautzeitendes 2020/2021 konnte ein großer Teil des Wörterbuchs nicht mehr in wissenschaftlicher Form bearbeitet werden, doch sind die Daten online abrufbar.

## Projektgeschichte
Mitte der 1960er Jahre begann Kurt Baldinger (Heidelberg), ein altfranzösisches etymologisches Wörterbuch vorzubereiten, während Jean-Denis Gendron (Québec) unabhängig davon ein ähnliches Vorhaben in Angriff nahm. Beide wussten zunächst nichts von der Arbeit des anderen, bis anlässlich des internationalen Romanistenkongresses 1968 in Bukarest und auf Initiative von Georges Straka (Straßburg) ein gemeinsames Projekt ins Leben gerufen wurde. Frankwalt Möhren, der von Anfang an maßgeblich an der Erarbeitung der Heidelberger Materialien beteiligt war, baute in Québec (Universität Laval) eine gemeinsame Forschungsstelle auf und koordinierte bis 1975 die dortige Zusammenarbeit. Nachdem die Finanzierung durch den Conseil des arts du Canada eingestellt worden war, kehrte der DEAF nach Heidelberg zurück, wobei der existierende Zettelkasten vollständig überführt wurde, weitere Materialien aber zurückblieben. Ab 1977 war die Deutsche Forschungsgemeinschaft (DFG) Trägerin des Projekts, das nun unter der Leitung von Frankwalt Möhren eine Phase des Neuaufbaus und der methodischen Vertiefung erlebte und Kurt Baldinger erstmals als alleinigen Autor auf dem Titelblatt erscheinen ließ. 1984 übernahm die Heidelberger Akademie der Wissenschaften das Projekt (Finanzierung durch die Bund-Länder-Kommission im Rahmen des Akademienprogramms) und ermöglichte damit die nachhaltige Verbesserung der redaktionellen Methode, die seit Mitte der 1990er Jahre als ausgereift betrachtet werden kann. Es folgten produktive Jahre der kontinuierlichen Redaktion, zu Beginn des neuen Jahrhunderts jedoch ein gravierender Einschnitt, als das ursprünglich anberaumte und unter den definierten Bedingungen als realistisch eingeschätzte Laufzeitende des Projekts (2050) auf 2025 vorgezogen wurde. Dies hatte ein modifiziertes Arbeitskonzept zur Folge, mit dem Ziel, in der verkürzten Zeit das gesamte Alphabet zu berücksichtigen. Hier kamen die in den vorangegangenen Jahren stark erweiterten Möglichkeiten der elektronischen Unterstützung ins Spiel. Ab 2007 nahm man unter der Leitung von Thomas Städtler zwei korrelierende Ziele in den Blick: diejenigen Anteile des altfranzösischen Lexikons, die bis dahin lexikographisch nur unzureichend erfasst waren, aufzugreifen und gleichzeitig eine leistungsfähige Datenbank aufzubauen, „die der Fachwelt als Koordinatensystem sowohl alle Materialien des DEAF von A bis Z zur Verfügung stellt als auch diese Materialien mit allen bereits vorhandenen und entstehenden Korpora verknüpft und die weit verstreute Fachliteratur einbindet.“ Im Zuge einer erneuten Verkürzung der Laufzeit auf 2020 wurden die Bemühungen um Rationalisierung weiter verstärkt, und von 2008 bis 2010 wurde in Zusammenarbeit mit dem Institut für Programmstrukturen und Datenorganisation (IPD, unter Leitung von Peter Lockemann) am Karlsruher Institut für Technologie (KIT) die endgültige Umstellung auf die elektronisch unterstützte Redaktion durchgeführt. Seit 2010 sind die daraus entstandenen Wörterbuchartikel online verfügbar.
Redaktoren vor der Einstellung des Projekts waren Thomas Städtler (Leitung), Maud Becker, Sabine Tittel und Stephen Dörr. Unterstützt wurde die Redaktion auch von Frankwalt Möhren, der im Ruhestand war.

## Typologie
Typologisch ist der DEAF als deskriptives Wörterbuch des Altfranzösischen mit linguistischem Schwerpunkt unter Einbindung enzyklopädischer Aspekte einzuordnen. Der DEAF evaluiert existierende Artikel der Lexikographie zum (Alt-)Französischen, insbesondere hinsichtlich Etymologie und Semantik. Mit seiner Erschließung anderer Wörterbücher führt der DEAF die Vorgehensweise des Französischen etymologischen Wörterbuchs (FEW) von Walther von Wartburg weiter, an welchem Kurt Baldinger viele Jahre mitgewirkt hatte. Das Konzept ist, anhand von altfranzösischer Primärliteratur, Sekundärliteratur sowie Wörterbüchern den altfranzösischen Wortschatz sowohl semantisch als auch sachgeschichtlich aufzuarbeiten: „Alle verfügbaren Materialien werden ausgewertet: Wörterbücher, Glossare, Texte literarischer und nichtliterarischer Natur. Der Zettelkasten enthält derzeit 1,5 Millionen Zettel, die auf etwa 12 Millionen Belege verweisen. Aus dieser Masse werden alle altfranzösischen Wörter mit allen Bedeutungen dargestellt und dabei auf die Artikelstruktur des Wörterbuches reduziert.“
Das Altfranzösische ist in zahlreichen Textquellen (derzeit erfasst ca. 3000 Primärquellen) überliefert, woraus sich die Basis für die lexikographische Aufarbeitung ergibt. Die sich daraus entwickelnde Makrostruktur des DEAF umfasst derzeit (Juni 2020) ca. 85.000 nach Wortfamilien geordnete Lemmata. Das Hauptlemma bzw. Titelwort eines Artikels ist jeweils das Wort, das sich direkt aus dem (meist lateinischen) Etymon entwickelt hat oder entlehnt wurde.
Die Mikrostruktur des DEAF stellt eine etymologische Diskussion an den Anfang. Neben der kritischen Zuordnung des Etymons, in die auch Nachbarsprachen einbezogen werden, wird in diesem Teil die Wortgeschichte in diachronischer Perspektive erschlossen. Daran schließt sich die Darstellung der unterschiedlichen graphischen Realisierungen des Lemmas mit den zugehörigen Quellenverweisen an. Die dritte Rubrik behandelt die Semantik des Titelwortes. Die phrastische (aristotelisch-scholastische) Definition, die für jede Bedeutung gegeben wird, nennt einen Oberbegriff, der durch Bedeutungsmerkmale solange eingegrenzt wird, bis der Bedeutungsumfang klar ist (genus proximum et differentiae specificae), gefolgt von den zugehörigen Quellenverweisen, den Verweisen auf Sekundärliteratur sowie auf andere Wörterbücher. Für alle zur Familie des Titelwortes gehörenden Ableitungen werden anschließend die Abschnitte ggf. zu Etymologie und Graphie und immer zur Semantik gegeben. Alle Quellenverweise sind verknüpft mit den korrespondierenden Einträgen des Bibliographischen Beihefts des DEAF, das zu jedem Quellenverweis die relevanten Informationen (Autor, Textdatierung, Textlokalisierungen, Handschriften etc.), gibt.

## Bedeutung des Wörterbuchs
Aufgrund der linguistischen Ausrichtung vor einem fundierten philologisch-mediävistischen Hintergrund und seiner bewährten Struktur gilt der DEAF heute als eines der wichtigsten Werke der historischen Lexikographie. Indem der DEAF nicht nur Textkorpora, sondern auch einschlägige Nachschlagewerke wie das Altfranzösische Wörterbuch von Adolf Tobler und Erhard Lommatzsch, Godefroy und FEW aufarbeitet, stellt er ein in der Geschichte der altfranzösischen, wenn nicht romanischen Lexikographie einmaliges Vernetzungsvorhaben dar, dessen Nomenklatur zudem das gesamte Alphabet berücksichtigt. Die kulturhistorische Fracht, die die konsequente Kontextualisierung sämtlicher Wortbedeutungen mit sich bringt, haben den DEAF weit über die Grenzen der romanistischen Mediävistik hinaus als Referenzwerk bekannt gemacht.

## Publikationen

### Buchpublikationen
Es sind DEAF-Artikel zu allen Buchstaben des Alphabets veröffentlicht worden, wobei lediglich E–K (bis Ende 2021 auch D) in gedruckter Form vorliegen. Die Buchstaben G–K fielen in die erste Publikationsphase und wurden in klassischen Wörterbuchbänden veröffentlicht:
- Faszikel E1, 2019, fondé par Kurt Baldinger, continué par Frankwalt Möhren, publié sous la direction de Thomas Städtler, ISBN 978-3-11-063001-5.
- Faszikel E2-3, 2020, fondé par Kurt Baldinger, continué par Frankwalt Möhren, publié sous la direction de Thomas Städtler, ISBN 978-3-11-069865-7.
- Faszikel F4-5, 2018, fondé par Kurt Baldinger, continué par Frankwalt Möhren, publié sous la direction de Thomas Städtler, ISBN 978-3-11-056973-5.
- Faszikel F3, 2016, fondé par Kurt Baldinger, continué par Frankwalt Möhren, publié sous la direction de Thomas Städtler, ISBN 978-3-11-034183-6.
- Faszikel F2, 2014, fondé par Kurt Baldinger, continué par Frankwalt Möhren, publié sous la direction de Thomas Städtler, ISBN 978-3-11-030834-1.
- Faszikel F1, 2012, par Th. Städtler, S. Dörr, Sabine Tittel, M. Kiwitt, F. Möhren, ISBN 978-3-484-50595-7.
- Band G, 1974–1995, par K. Baldinger u. a., ISBN 3-484-50082-4.
- Index G, 1997, par Martina Fietz-Beck, ISBN 3-484-50164-2.
- Band H, 1997–2000, sous la direction philologique de Frankwalt Möhren, ISBN 3-484-50600-8.
- Index H, 2000, par Sabine Tittel, ISBN 3-484-50605-9.
- Band I, 2001–2003, sous la direction de Frankwalt Möhren, ISBN 3-484-50606-7.
- Band J – K, 2004–2008, par F. Möhren, Th. Städtler, S. Dörr, S. Tittel, ISBN 978-3-484-50613-8.
- Index I – J – K, 2010, par Sabine Tittel, ISBN 978-3-484-50617-6.
- Complément bibliographique, 1974, par Frankwalt Möhren, Québec (Laval) – Tübingen (Niemeyer) – Paris (Klincksieck).
- Complément bibliographique, 1993, par Frankwalt Möhren, ISBN 3-484-50172-3.
- Complément bibliographique, 2007, par Frankwalt Möhren, ISBN 978-3-484-50616-9.
- Complément bibliographique, 2016, par Frankwalt Möhren, Berlin (De Gruyter) ISBN 978-3-11-044088-1.
- Complément bibliographique, version publiée en ligne depuis 2002 et continuellement mise à jour.

### Onlinepublikationen
Seit 2010 ist der DEAF online als DEAFél.
DEAFél umfasst Artikel des DEAFplus und des DEAFpré, integriert die Informationen des bibliographischen Beihefts in elektronischer Form (DEAFBiblél) und stellt Recherchefunktionen zur Verfügung.
DEAFplus repräsentiert das wissenschaftlich etablierte Wörterbuch in elektronischer Form. Es vereint die genuin digital redigierten Artikelstrecken D–F mit Scans der Buchpublikationen von G–K (deren Lemmata, graphische Realisierungen und Etyma auch über die Suchfunktionen recherchierbar sind). Die vollumfängliche Retrodigitalisierung von G–K wird bis 2021 realisiert sein.
Gemäß einer Übereinkunft mit dem Verlag De Gruyter wird jede neue Lieferung des DEAF gedruckt und nach einer Moving Wall von zwei Jahren als DEAFplus online veröffentlicht.
DEAFpré umfasst den Teil des Alphabets (A–C und L–Z, dazu Teile von D–F), der aufgrund des vorgezogenen Lautzeitendes 2020/2021 nicht in wissenschaftlicher Form bearbeitet werden kann. DEAFpré macht die Materialsammlung des DEAF in Form von halb-automatisch erstellten und semantisch grob strukturierten Artikeln online zugänglich. Es ist ein Arbeitsinstrument, dessen Informationen nicht wissenschaftlich nach Art des DEAF verifiziert sind, und das ständig verändert wird.

## Elektronisches Redaktionssystem und IT
Für die Artikelredaktion wird ein elektronisch gestütztes Redaktionssystem (DEAF-DWS, Sabine Tittel in Kooperation mit dem Institut für Programmstrukturen und Datenorganisation (IPD) am KIT) verwendet. DEAF-DWS nutzt ausschließlich Open-Source-Software und wird auch für die Redaktion des Dictionnaire de l’ancien gascon électronique (DAGél) der Heidelberger Akademie der Wissenschaften eingesetzt. DEAF-DWS besitzt eine Schnittstelle mit dem altfranzösischen Textkorpus Documents linguistiques galloromans (DocLing), dessen Materialien vollumfänglich in die Artikel des DEAFpré integriert werden. Die Artikel des DEAFplus werden als Linguistic Linked Open Data (LLOD) in Resource Description Framework (RDF) mit Ontolex-lemon als Kernvokabular modelliert.

## Bibliographisches Beiheft (Complément bibliographique)
Der DEAF zeigt eine für Wörterbücher typische komprimierte Darstellung der Informationen, die sich z. B. in den Quellenangaben über bibliographische Sigel ausdrückt. Die Sigel werden über das Bibliographische Beiheft (DEAFBibl) aufgelöst: Dieses seit 1965 von Frankwalt Möhren immer weiter ausgearbeitete Werkzeug, das „alle Texte, alle Handschriften und alle Ausgaben verzeichnet, sie in die Geschichte der Schönen Literatur und der Fachliteratur einordnet“, liefert zu jedem DEAF-Sigel neben detaillierten Angaben zu Datierung und Lokalisierung auch eine Kurzbeschreibung sowie Anmerkungen zu Quellenlage und Editionsgeschichte. Wie viel Aufwand hinter diesem (dem DEAF nur dem Namen nach untergeordnete) Complément bibliographique steckt, beschreibt F. Möhren in seinem Vorwort zur zweiten Ausgabe (1993):
Chaque manuscrit est daté. Comme les éditions sont trop souvent très négligeantes sur ce point (omettant toute datation ou copiant celle de l'édition antérieure), il fallait vérifier des centaines, voire des milliers d'indications. A cette fin nous avons consulté les instruments de travail habituels, comparé des opinions divergentes, mené une correspondance étendue avec les bibliothèques du monde entier et effectué plusieurs voyages.
Da die DEAF-Sigel sich zwar an jenen älterer Hauptwerke der altfranzösischen Lexikographie orientieren, sich aber nicht mit ihnen decken, liefert die DEAF-Bibliographie gleichzeitig eine Lesehilfe für andere Wörterbücher, indem sie Konkordanzen zwischen DEAF und 14 anderen Wörterbüchern und Nachschlagewerken gibt.